# Cryptotis gracilis
Cryptotis gracilis is een zoogdier uit de familie van de spitsmuizen (Soricidae). De soort komt voor in Midden-Amerika.

## Naamgeving
De wetenschappelijke naam van de soort werd voor het eerst geldig gepubliceerd door Miller in 1911.

## Verspreiding
Cryptotis gracilis komt voor in Costa Rica en het westen Panama. Deze soort leeft op hoogtes tussen de 1.800 en 3.400 meter boven zeeniveau in de Cordillera Central en Cordillera de Talamanca. Eikenbossen en páramo vormen het leefgebied.

## Kenmerken
Cryptotis gracilis heeft een kopromplengte van 60 tot 79 mm, een staart van 30 tot 41 mm lang en een gewicht van 5 tot 10 gram. De vacht is op de rugzijde zwart en op de buikzijde asgrijs.

## Leefwijze
Deze spitsmuis is met name nachtactief. In de strooisellaag zoekt Cryptotis gracilis met zijn snuit en voorpoten naar voedsel. Insecten, larven, spinnen, wormen en kleine gewervelden zoals hagedissen en kikkers worden gegeten. Daarnaast worden soms ook schimmels en zaden gegeten. Cryptotis gracilis is solitair. Nesten worden gemaakt onder boomstronken of rotsen en bevinden zich in zelf gegraven tunnels of in holen die door andere dieren zijn verlaten. De nesten zijn gevuld met droog gras en bladeren. De voortplanting vindt het gehele jaar plaats en per worp worden één tot vier jongen geboren.